# Classe Pohang
La classe Pohang (in coreano: 포항급; in caratteri Hanja: 浦項級) è una classe di corvette costruite nella Corea del Sud e attualmente in servizio nella Daehanminguk Haegun, la marina militare della Corea del Sud.

## Propulsione
Hanno una propulsione di tipo CODOG (COmbined Diesel Or Gas), che utilizza un motore Diesel alle basse velocità per privilegiare l'economicità, ed una turbina a gas per le alte velocità.

## Armamento
Sono concepite principalmente come unità antinave ed antisommergibile, avendo solo un leggero armamento antiaereo costituito dai cannoni Bofors da 40mm.
Ne sono state costruite due varianti, che differiscono nell'armamento e nei sensori, una ASuW (Anti Surface Warfare - anti nave di superficie) ed una ASW (Anti Submarine Warfare - anti sommergibile).

### Artiglieria
1 (ASuW) o 2 (ASW) cannoni Oto Melara da 76mm a tiro rapido, cannoni antiaerei Emerson binati da 30mm sulle prime versioni, 2 cannoni binati da 40mm Bofors sulle successive.

### Missili
2 MM-39 Exocet sulle prime versioni, 4 AGM-84 Harpoon sulle successive.

### Siluri
6 siluri sulle versioni ASW.

## Elettronica di bordo
La configurazione dei sistemi di bordo differisce in ragione delle due versioni.

### Radar
Vari tipi per scoperta e controllo del tiro, differenti a seconda delle versioni ASuW o ASW.

### Sonar
Sistema a scafo solo sulle unità ASW; nessun sonar filabile.

## Contromisure elettroniche
Sistema Thorn EMI o NobelTech per intercettazione/jamming (ECM/ESM) solo sulle unità ASuW.

## Storia
Secondo la tradizione coreana, nessuna unità porta un pennant contenente i numeri 0 e 4, che in coreano si pronunciano come "morte"; infatti, guardando l'elenco delle navi in tabella i numeri 0 e 4 vengono regolarmente saltati. Tutte le unità portano i nomi di città della Corea del Sud.
Unità della Classe Pohang della Marina della Corea del Sud
| Daehanminguk Haegun - Classe Pohang | Daehanminguk Haegun - Classe Pohang | Daehanminguk Haegun - Classe Pohang | Daehanminguk Haegun - Classe Pohang | Daehanminguk Haegun - Classe Pohang                                                       |
| Matricola                           | Nome                                | Cantiere                            | Entrata in servizio                 | Destino finale                                                                            |
| ----------------------------------- | ----------------------------------- | ----------------------------------- | ----------------------------------- | ----------------------------------------------------------------------------------------- |
| PCC-756                             | Pohang                              | Korea S.E.C.                        | dicembre 1984                       | radiata (secondo globalsecurity.org verrà radiata nel 2014)                               |
| PCC-757                             | Kunsan                              | Korea Tacoma                        | dicembre 1984                       | da radiare nel 2014                                                                       |
| PCC-758                             | Kyongju                             | Hyundai                             | novembre 1986                       | trasferito alla Guardia Costiera Peruviana nel 2016                                       |
| PCC-759                             | Mokpo                               | Daewoo                              | agosto 1986                         | da radiare nel 2016                                                                       |
| PCC-761                             | Kimchon                             | Korea S.E.C.                        | maggio 1985                         | da radiare nel 2015                                                                       |
| PCC-762                             | Chungju                             | Korea Tacoma                        | maggio 1985                         | da radiare nel 2015                                                                       |
| PCC-763                             | Chinju                              | Hyundai                             | giugno 1988                         | da radiare nel 2018                                                                       |
| PCC-765                             | Yosu                                | Daewoo                              | novembre 1988                       | da radiare nel 2018                                                                       |
| PCC-766                             | Chinhae                             | Korea S.E.C.                        | febbraio 1988                       | da radiare nel 2019                                                                       |
| PCC-767                             | Sunchon                             | Korea Tacoma                        | giugno 1989                         | da radiare nel 2019                                                                       |
| PCC-768                             | Iri                                 | Hyundai                             | giugno 1989                         | da radiare nel 2019                                                                       |
| PCC-769                             | Wonju                               | Daewoo                              | agosto 1989                         | da radiare nel 2019                                                                       |
| PCC-771                             | Andong                              | Korea S.E.C.                        | novembre 1989                       | da radiare nel 2019                                                                       |
| PCC-772                             | Cheonan                             | Korea Tacoma                        | novembre 1989                       | affondata il 26 marzo 2010 nel Mar Giallo, probabilmente colpita da un siluro nordcoreano |
| PCC-773                             | Puchon                              | Daewoo                              | maggio 1989                         | da radiare nel 2019                                                                       |
| PCC-775                             | Songnam                             | Hyundai                             | aprile 1989                         | da radiare nel 2019                                                                       |
| PCC-776                             | Chechon                             | Korea S.E.C.                        | maggio 1989                         | da radiare nel 2019                                                                       |
| PCC-777                             | Taechon                             | Korea Tacoma                        | aprile 1989                         | da radiare nel 2019                                                                       |
| PCC-778                             | Sokcho                              | Korea S.E.C.                        | febbraio 1990                       | da radiare nel 2020                                                                       |
| PCC-779                             | Yongju                              | Hyundai                             | marzo 1990                          | da radiare nel 2020                                                                       |
| PCC-781                             | Namwon                              | Daewoo                              | aprile 1990                         | da radiare nel 2020                                                                       |
| PCC-782                             | Kwangmyong                          | Korea Tacoma                        | luglio 1990                         | da radiare nel 2020                                                                       |
| PCC-783                             | Sinsung                             | Korea S.E.C.                        | marzo 1993                          | da radiare nel 2023                                                                       |
| PCC-785                             | Kongju                              | Korea Tacoma                        | luglio 1993                         | da radiare nel 2023                                                                       |

## Servizio
Hanno servito in un ruolo di difesa costiera durante il periodo finale della guerra fredda e nel periodo successivo. Sono state costruite un totale di 24 navi di questa classe, tutte tranne la capoclasse attualmente in servizio attivo. La corvetta Cheonan, affondata il 26 marzo 2010 dopo essere stata probabilmente colpita da un siluro nordcoreano, apparteneva a questa classe.